# Rāmkola
Rāmkola är en ort i Indien.   Den ligger i distriktet Kushinagar och delstaten Uttar Pradesh, i den nordöstra delen av landet, 700 km öster om huvudstaden New Delhi. Rāmkola ligger 90 meter över havet och antalet invånare är 13 949.
Terrängen runt Rāmkola är mycket platt. Runt Rāmkola är det mycket tätbefolkat, med 1 177 invånare per kvadratkilometer. Närmaste större samhälle är Padrauna, 14,2 km öster om Rāmkola. Trakten runt Rāmkola består till största delen av jordbruksmark.